# Vosges (departement)
Vosges je francouzský departement ležící v regionu Grand Est. Název je odvozen od pohoří Vogézy (fr. Vosges). Hlavní město je Épinal.
U obce Vioménil pramení řeka Saôna, v Domrémy-la-Pucelle se roku 1412 narodila Jana z Arku.